# Ganglion stellatum
Das Ganglion stellatum ist ein Nervenknoten (Ganglion) des vegetativen Nervensystems. Es handelt sich um die Verschmelzung zweier Ganglien des Grenzstrangs des Sympathikus. Da das unterste Hals- (Ganglion cervicale inferius) – beim Menschen in 80 % der Fälle – mit dem ersten, selten auch noch mit dem zweiten Brustganglion (Ganglion thoracicum I respektive II) verschmilzt, wird es auch als Ganglion cervicothoracicum (von lateinisch cervix „Hals“, thorax „Brustharnisch“, „Brustkorb“) bezeichnet. Der adjektivische Zusatz stellatum (von lateinisch stella „Stern“) leitet sich von den in alle Richtungen verlaufenden Nervensträngen ab, die ihm ein sternförmiges Aussehen verleihen. Vom Ganglion stellatum gehen sympathische Fasern zur Versorgung von Kopf, Hals, Arm (Vorderbein), Herz und Lunge aus.

## Anatomie
Das Ganglion stellatum ist eine Nervenzellansammlung und liegt seitlich am ersten Brustwirbel. Beim Menschen liegt es drei bis vier Zentimeter tief, zwischen Arteria vertebralis und Arteria thyroidea inferior, rückenseitig der Pleurakuppel vor dem ersten Rippenköpfchen. Es erhält nervale Zuflüsse über Axone, deren Nervenzellkörper in der grauen Substanz des Rückenmarks liegen und über die Rami communicantes albi der Spinalnerven in den Grenzstrang eintreten. Einige der Fasern werden im Ganglion umgeschaltet, andere durchziehen es ohne Umschaltung.
Vom Ganglion stellatum gibt es mehrere wegführende Bahnen:
- Ansa subclavia: Dieser Nervenstrang bildet eine Schlinge um die Arteria subclavia und zieht zum Ganglion cervicale medium. Von hier zieht der Truncus sympathicus zum Ganglion cervicale superius, wo die Umschaltung auf postganglionäre Fasern zur Versorgung des Kopfes erfolgt. Bei den Tieren vereinigt sich zumeist der Halsteil des Truncus sympathicus mit dem vom Kopf kommenden Nervus vagus zu einem gemeinsamen Strang, dem Truncus vagosympathicus.[2]
- Nervus vertebralis: Er zieht mit der gleichnamigen Arterie zum 6. Halswirbel und durch den Querfortsatzkanal (Foramen transversarium), teils unter Bildung eines Plexus vertebralis und entsendet sympathische Fasern zu den Halsnerven.[1]
- Plexus subclavius: Dabei handelt es sich um Nervenfasern, die die Arteria subclavia umspinnen und mit ihr zur oberen (vorderen) Extremität ziehen.[1]
- Nervus cardiacus cervicalis inferior: Er zieht zum Plexus cardiacus, einem Nervengeflecht an der Herzbasis.[1] Bei den Tieren handelt es sich meist um mehrere Äste, die als Nervi cardiaci cervicales bezeichnet werden.[2]

## Stellatumblockade
Eine Stellatumblockade ist die gezielte lokale Leitungsanästhesie des Ganglion stellatum. Sie wird zur Lösung arteriovenöser Krämpfe (Gefäßspasmen) angewendet, da Blutgefäße sympathisch innerviert werden. Durch diese Blockade kommt es zu einer Vasodilatation im gesamten Einzugsgebiet, zu einer verminderten Schweißsekretion (Anhidrosis) und einem Horner-Syndrom. Letzteres ist ein Zeichen für die erfolgreiche Durchführung der Blockade. Bei Migräne und halbseitigem Kopfschmerz findet sie gleichfalls Anwendung. Weiterhin bei Beschwerden nach einem Schädel-Hirn-Trauma, Osteochondrose der Halswirbelsäule, Periarthritis des Schultergelenks (Frozen Shoulder), Phantomschmerzen nach Amputation im Einzugsbereich der sympathischen Fasern, sowie Trigeminus- und Zosterneuralgie. Eine chirurgische Ausschaltung des Ganglion stellatum ist das letzte Mittel der Wahl bei einem Morbus Raynaud. Kontraindikationen sind Gerinnungsstörungen, eine Rekurrensparese der Gegenseite und eine Phrenikusparese der Gegenseite.